# Tkáň

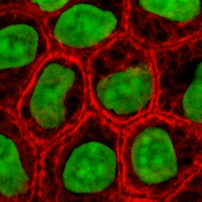
Epitelová tkáň tvořená epitelovými buňkami

Tkáň je soubor morfologicky podobných buněk, které plní určitou funkci. Buňky tvořící tkáň mohou být stejného typu, existují však tkáně, které jsou tvořeny buňkami tvarově i funkčně rozdílnými. V tom případě je jeden typ buněk typem základním a je nositelem specializované funkce tkáně. Ostatní buňky tuto funkci podporují.
Každá tkáň se skládá ze dvou složek – buněčné a mezibuněčné. Tkáně jsou základními stavebními složkami živočišného těla. Jejich studiem se zabývá histologie, studiem tkáně, která je patologicky změněná, pak histopatologie.

## Terminologie
Soubor buněk tvořících rostlinné orgány se nazývá pletivo, poslední dobou se však stále častěji používá i slovo tkáň, což je zapříčiněno jednak vlivem angličtiny, která má pro pletiva i tkáně jediný pojem — tissues — jednak tím, že rozdělení na tkáně a pletiva je do jisté míry umělé, založené na odděleném vývoji (a tudíž i odlišné terminologii) botaniky a zoologie.

## Typy tkání
- epitelová tkáň (krycí)
- pojivová tkáň
- svalová tkáň
- nervová tkáň
- tekutá (trofická) tkáň

### Epitelová tkáň
Epitelová tkáň (epitel, krycí tkáň) je tvořena buňkami, které na sebe těsně naléhají, často jsou spolu pevně spojeny a je mezi nimi minimum mezibuněčné hmoty. Kryje vnější nebo vnitřní povrchy organizmu, má žlázovou funkci (většina žláz v těle, včetně jater, slinivky, štítné žlázy a adenohypofýzy, je tvořena epitelovou tkání), specializované epitely mají smyslovou funkci (neuroepitel) nebo podpůrnou (epitelové retikulum brzlíku)

### Pojivová tkáň
Pojivová tkáň má rozmanitý vzhled i funkci. Společným znakem je mezodermální původ a velké množství mezibuněčné hmoty. V organismu zastává mechanickou a podpůrnou funkci. Někdy se mezi pojivovou tkáň řadí také tělní tekutiny, v tomto článku však mají samostatnou skupinu (níže).
vlastní pojivová tkáň
- vazivo
- kost
- chrupavka

### Svalová tkáň
Buňky tvořící svalovou tkáň mají v cytoplazmě vláknité struktury, myofibrily, tvořené kromě dalších bílkovin aktinem a myosinem. Jejich schopnost kontrakce je podkladem funkčních vlastností tkáně. (Nejsou ale jediné buňky, které se mohou kontrahovat, dokážou to i myoepitelové buňky epitelu, pohyb panožek bílých krvinek je také forma kontrakce)
hladká (jednobuněčná)
- viscerální svalovina vnitřních orgánů, svalovina stěny cév aj.
- tvořená vřetenovitými jednojadernými buňkami; jejich funkce nepodléhá vůli

příčně pruhovaná (myofibrily jsou uspořádané)
- kosterní svalovina (mnohojaderná vlákna)
- svalová tkáň je ovlivněna a řízena vůlí
- na povrchu svalu je blána (povázka-lat. fascie)

#### srdeční svalovina
- obsahuje myofibrily a vizuálně je příčně pruhovaná, je však nezávislá na naší vůli
- buňky srdeční svaloviny tvoří a vedou vzruchy

### Nervová tkáň
Nervová tkáň je specializovaný typ tkáně, původem z neuroektodermu. Je tvořen dvěma typy buněk:
- neurony
- neuroglie

Neurony jsou nositeli funkce nervové tkáně. Jsou to vysoce specializované buňky, schopné přijímat, zpracovávat a vysílat vzruchy, zprostředkovávají přenos informací.
Neuroglie jsou podpůrné buňky, které zajišťují ochranu a výživu neuronů.

### Tekutá (trofická) tkáň
Do tekuté tkáně patří tělní kapaliny, které jsou částečně rozebírané také v článku mezibuněčný prostor.
- tkáňový mok
- krev
- krvomíza (hemolymfa)
- míza